# ألكسندرا تشيكينا
ألكسندرا تشيكينا ( (الروسية: Александра Чекина); من مواليد 10 فبراير 1993 هي لاعبة دراجة روسية في سباقات المضمار والطرق.

## حياتها المهنية

### ركوب الدراجات على الطرق
شاركت في بطولة العالم للطرق يو سي اي UCI 2012. بصفتها متسابقة تحت سن 23 عامًا، وشاركت أيضاً في بطولة الطريق الأوروبي لعام 2014، حيث احتلت المركز التاسع في سباق الطريق للسيدات تحت 23 عامًا.